# Juan Francisco Marco y Catalán
Juan Francisco Marco y Catalán (ur. 24 października 1771 w Bello (Jiloca), zm. 16 marca 1841 w Rzymie) – hiszpański kardynał.

## Życiorys
Był synem Joaquína Marco y Lario Infanzón i Joaquiny Catalán. W młodości studiował w Saragossie, gdzie uzyskał tytuł doktora utroque iure. Następnie zaczął wykładać: najpierw na Uniwersytecie w Saragossie, a następnie na Uniwersytecie Bolońskim. W 1803 powrócił do Hiszpanii, gdzie przyjął święcenia kapłańskie i pełnił funkcję archiprezbitera tamtejszej bazyliki. Następnie był audytorem Roty Rzymskiej (1816) i prałatem Jego Świątobliwości (1817). W latach 1826–1828 pełnił także rolę gubernatora Rzymu i wicekamerlinga Świętego Kościoła Rzymskiego.
15 grudnia 1828 został kreowany kardynałem diakonem i otrzymał diakonię Sant'Agata alla Suburra. Brał udział w konklawe 1829. Podczas Konklawe 1830–1831 przedstawił weto w imieniu króla Hiszpanii Ferdynanda VII. Zablokowało to możliwość elekcji kardynała Giacomo Giustinianiego. W latach 1831–1833 był kamerlingiem Kolegium Kardynałów. Catalán zmarł w Rzymie i został pochowany w swoim kościele tytularnym.